# Miki Rosenthal
Miki Rosenthal (hebr.: מיקי רוזנטל, ang.: Mickey Rosenthal, ur. 4 lutego 1955 w Tel Awiwie) – izraelski dziennikarz, scenarzysta, producent telewizyjny i polityk, w latach 2013–2019 poseł do Knesetu z list Partii Pracy i Unii Syjonistycznej.

## Życiorys
Urodził się 4 lutego 1955 w Tel Awiwie.
Służbę wojskową zakończył w stopniu sierżanta. Ukończył studia historyczne i filozoficzne na Uniwersytecie Telawiwskim. Pracował jako dziennikarz, scenarzysta i producent telewizyjny.
W wyborach w 2013 został wybrany posłem z listy Partii Pracy. W dziewiętnastym Knesecie zasiadał w komisjach kontroli państwa oraz pracy, polityki społecznej i zdrowia, był także przewodniczącym podkomisji ds. programu „Cykl zatrudnienia”. W kolejnych wyborach uzyskał reelekcję z listy Unii Syjonistycznej. W dwudziestym Knesecie zasiadał w komisji finansów, a także w komisjach wspólnych ds. budżetu Knesetu i budżetu obronnego. W wyborach w kwietniu 2019 utracił miejsce w parlamencie.